# Гаавассоо (природна територія)
Приро́дна терито́рія Га́авассоо (ест. Haavassoo loodusala) — природоохоронна територія в Естонії, у волості Ляене-Сааре повіту Сааремаа. Входить до Європейської екологічної мережі Natura 2000.
Загальна площа — 431,1 га.
Природна територія утворена 5 серпня 2004 року.

## Розташування
Поблизу території розташовуються села Гірмусте та Коймла.

## Опис
Метою створення об'єкта є збереження 7 типів природних оселищ (Директива 92/43/ЄЕС, Додаток I):
| Код   | Тип оселища                                                                                         | Площа, га |
| ----- | --------------------------------------------------------------------------------------------------- | --------- |
| 7160  | Феноскандійські мінеральні джерела та джерельні й приструмкові трав'яні болота (мочари)             | 25,7      |
| 7210* | Карбонатні низинні болота з видами Cladium mariscus та Caricion davallianae                         | ?         |
| 7230  | Лужні низинні болота                                                                                | 79,8      |
| 9010* | Західна тайга                                                                                       | 24,2      |
| 9020* | Феноскандійські гемібореальні природні старовікові широколистяні листопадні ліси, багаті на епіфіти | 1,3       |
| 9050  | Феноскандійські ліси з Picea abies і багатим трав'яним покривом                                     | 24,7      |
| 9080* | Феноскандійські листопадні заболочені ліси                                                          | 61,0      |

На території природної області охороняється (Директива 92/43/ЄЕС, Додаток II) дзвінець ізіленський (Rhinanthus osiliensis).